# Aromantisme
Ne doit pas être confondu avec Asexualité.
L'aromantisme (abrégé aro, aussi aromantic spectrum en anglais) est une orientation romantique qui consiste à peu ou ne pas éprouver d'attirance romantique, quel que soit le sexe ou le genre de la personne. 
L'opposé de l'aromantisme est appelé alloromantisme : les personnes alloromantiques sont définies comme des personnes qui éprouvent de l'amour romantique ou de l'attraction romantique envers d'autres. 

Les personnes aromantiques peuvent avoir envie de développer des relations amicales ou queer-platonique et ne pas avoir envie d'être en couple romantique.

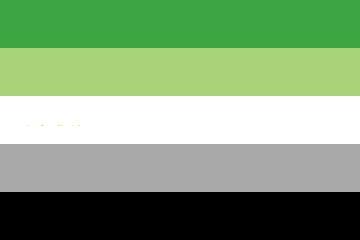
Drapeau de la fierté aromantique, créé en 2014 par Cameron Whismy.

Bien que certaines personnes aromantiques puissent choisir de s'engager dans une relation romantique, elles sont donc moins susceptibles de le faire que les personnes alloromantiques. Les personnes aromantiques peuvent nouer des relations non romantiques de tous types.
L'aromantisme peut aller de pair avec l'asexualité (pas d'attirance sexuelle envers une personne) mais il peut s'associer à n'importe quelle attirance sexuelle : hétérosexuelle, homosexuelles, bisexuelle, pansexuelle, etc.,,. Les personnes qui sont aromantiques et asexuelles se définissent parfois par l'abréviation aro-ace ou aroace.
Dans le sigle LGBTQIA+, le A représente l'aromantisme, aux côtés des identités asexuelles et agenres.
La semaine de visibilité aromantique se tient en février : l'Aromantic Spectrum Awareness Week.

## Étymologie
« Aromantisme » vient du mot « romantique », transformé en nom et auquel on a ajouté le préfixe privatif « a- ». Abrégé en aro ; aromantic spectrum en anglais.

## Remise en question de l'amatonormativité
Les personnes aromantiques appellent « le fait de penser « normales » ou « supérieures » les relations romantiques, de penser que le romantisme est la norme pour l’ensemble des êtres humains. » « l’amatonormativité », terme forgé en 2017 par Elizabeth Brake (professeure de philosophie à l'Université d'Arizona, autrice de Minimizing Marriage),.
Le terme « amatonormativité » est construit de la même manière que l'hétéronormativité mais là où l'hétéronormativité s'appuie sur la norme hétérosexuelle, l'amatonormativité s'appuie sur la norme du couple romantique, ce qui fait que les personnes qui sortent de ces normes doivent s'expliquer.
Selon Rilee Granger, de simples actes effectués par des personnes aromantiques peuvent être vus comme  « une violation de l'amatonormativité » comme dîner seul, vivre avec un ami ou ne pas chercher la romance. Certaines personnes aromantiques remettent en question la hiérarchisation des amours romantiques par rapport aux amours d'autres types. Elles peuvent avoir des relations selon le schéma de l'anarchie relationnelle ou/et plus largement s'identifier comme polyamoureuses et ce, sans forcément avoir de partenaires romantiques. Certaines personnes aromantiques revendiquent fièrement le fait d'être célibataires.
Selon Daniel Welzer-Lang, sociologue, l’aromantisme participe à la « remise en cause de la tyrannie de l’amour ».

## Discriminations
Les schémas d'oppression et de discriminations vécus par les personnes aromantiques sont appelés « arophobie ».
Dans la société, les personnes aromantiques sont souvent stigmatisées et vues comme ayant peur de l'intimité, sans coeur, cassées ou frigides. Elles sont souvent exclues des discussions et des représentations, y compris au sein même de la communauté LGBTQIA+.
L'aromantisme est sous-représenté et souvent mal compris. Comme l'aromantisme va directement à l'encontre de nombreuses attentes de la société en remettant en cause l'importance de l'amour romantique dans la vie, les personnes aromantiques sont confrontées à des pressions et à des préjugés continus pour se conformer aux « normes sociales » et nouer des relations amoureuses.
De ce fait, les coming-out concernant une orientation aromantique peuvent être complexes à faire et de nombreuses personnes aromantiques restent dans le placard pour éviter les violences. Lors du recensement Aromantic 2020, 82,43 % des personnes interrogées ont déclaré ne pas avoir été prises au sérieux, ignorées ou rejetées par d'autres. 48,34 % ont déclaré avoir fait l'objet de tentatives ou de suggestions pour les « réparer » ou les « guérir ». 70,51% des personnes interrogées ont indiqué un certain impact de la discrimination sur leur identité aromantique.
D'un point juridique, en France, il n'existe pas de mention explicite de l'aromantisme dans les textes de lois protégeant des discriminations et violences en raison de l'orientation sexuelle (en particulier les thérapies de conversions).
Concernant les médias, les personnes aromantiques y sont très peu représentés et il y a parfois des phénomènes de aro-erasure (effacement de l'identité aro). A titre d'exemple, le personnage de Jughead Jones qui est initialement asexuel et aromantique dans la bande dessinée Archie Comics a connu cet effacement de l'identité aromantique (et asexuel). Dans l'émission télévisée Riverdale de 2017, les scénaristes ont choisi de dépeindre Jughead comme un hétérosexuel malgré les appels des fans et de l'acteur de Jughead, Cole Sprouse, à conserver l'identité aromantique et asexuel de Jughead pour permettre à la communauté d'être représentée.

## Statistiques
Il n'existe pas de données sur les personnes aromantiques qui ne sont pas asexuelles.
En effet, comme le terme général d'aromantisme est encore relativement jeune, les études sur l'aromantisme dans le domaine de la recherche scientifique sont encore rares et sous-étudiées et parmi les rares études qui existent, beaucoup traitent l'aromantisme comme un sous-ensemble de l'asexualité.
Selon une étude britannique de l'Asexual Visibility and Education Network réalisée en 2004, 1 % de la population mondiale serait asexuelle, parmi lesquels il y aurait 25,9 % d'aromantiques,.